# Makiko Bessho
Makiko Bessho (japanisch 別所 真紀子; * 1. März 1934 in der Präfektur Shimane) ist eine japanische Dichterin, Schriftstellerin und Herausgeberin von Haikai-Renga.

## Leben
Makiko Bessho wurde 1934 in der Präfektur Shimane geboren. Sie studierte – nach eigenen Angaben – nicht klassisch Literatur, sondern besuchte die Japanische Schule für Soziale Arbeit und begann ihre publizistische Laufbahn als Herausgeberin der traditionellen Renga-Zeitschrift „Kairan“ (解纜). In den 1990er und 2000er Jahren veröffentlichte sie in erster Linie Lyrik-, Essay- und Renga-kritische Werke mit besonderem Fokus auf Frauen. Seit Ende der 1990er Jahre verfasst sie auch historische Erzählungen, die vielfach ausgezeichnet wurden.

## Werk (Auswahl)

### Lyrik & Essays
- Bashō ni hirakareta haikai no joseishi (芭蕉にひらかれた俳諧の女性史, „Die von Bashō eingeleitete Geschichte der Frauen im Haikai-Renga“, 1989)
- Edo Onna Saijiki (江戸おんな歳時記, „Jahreszeiten der Edo-Frauen“, 2015) – Yomiuri-Literaturpreis

### Erzählende Prosa
- Yuki wa kotoshi mo (雪はことしも, „Auch dieses Jahr Schnee“, 1999) – Literaturpreis für historische Erzählungen[2]
- Tsuratsura tsubaki – Hamasozaki yōkasenchō (つらつら椿 : 浜藻歌仙帖, „Andächtige Kamelie – Hamasozaki Gesangs-Anthologie“, 2001) – Machida-Kulturpreis (町田文化賞)[3] Dieses Werk erzählt die Lebensgeschichte der Edo-Zeit-Haiku-Poetin Igarashi Hamamo (五十嵐浜藻), die als erste Frau eine rein weibliche Renga-Sammlung, Yae yamabuki (八重山吹, „Goldröschen“, 1810), publizierte.
- Hama mōsaki yūkasen-chō (浜藻崎陽歌仙帖, „Hamasozaki – Gesangs-Anthologie“, 2019)

### Herausgeberin
- Kairan (解纜), seit 1986, ZDB-ID 2828274-7, ISSN 0913-4263

## Auszeichnungen (Auswahl)
- 1979: Shinchō-Nachwuchspreis für Saka no kobushi (坂の辛夷, „Magnolie am Hang“)
- 1996: Literaturpreis für historische Erzählungen für Yuki wa kotoshi mo
- 2001: Machida-Kulturpreis (町田文化賞) für Tsuratsura tsubaki – Hama mōsaki kasensen-chō
- 2016: Yomiuri-Literaturpreis für Edo onna saijiki